# 石川県道276号五十里深見線
石川県道276号五十里深見線（いしかわけんどう276ごう いかりふかみせん）とは、石川県鳳珠郡能登町と同県輪島市とを結ぶ一般県道（石川県道）である。

## 路線概要
- 起点：石川県鳳珠郡能登町字五十里エ之部38番地先（＝石川県道26号珠洲穴水線交点）
- 終点：石川県輪島市深見町67字12番2地先（＝国道249号交点）

鳳珠郡能登町北西部と輪島市東部とを結ぶ。起点の鳳珠郡能登町（旧鳳至郡柳田村）五十里（いかり）の立岩地地区は、二級水系町野川とその支川である河内川との合流部に位置する。起点からすぐトンネル（北河内トンネル）を抜けるが、このトンネルと前後の区間は、2010年（平成22年）8月に完成した北河内ダム建設に伴う付替道路である。トンネルを抜けると、ダム貯水池であるやませみ湖湖畔および河内川に沿って西に進む。北河内地区から輪島市深見町にかけての区間は車道が途絶え、車両の通り抜けが出来なくなっている。終点の輪島市深見町は日本海に面しており、付近には航空自衛隊のレーダーが頂上部に配備されている高洲山を臨むことができる。

## 路線状況
起点から柳田側末端部（北河内地区）にかけては、先述の付替道路によって、両側2車線（片側1車線）の幅員が確保されている。起点の交差点および沿道に路線番号案内標識が設置されている。
輪島側末端部（一乗地区）から終点にかけては、前述の区間とは対照的に、深見川の谷間に沿った断崖の狭路である。ほぼ全区間両側1車線程度の幅員しかないが、ところどころに待避所が設けられている。また、終点の国道249号交点部に県道の方向を標す標識（都道府県道番号（118の2-B））が設置されている他は、沿道に路線番号案内標識は設置されていない。

## 歴史
- 1960年（昭和35年）10月15日：路線認定。
- 2000年（平成12年）4月：北河内ダム建設に伴う付替道路を起工する。
- 2005年（平成17年）7月23日：上記付替道路が完成する。

## 通過する自治体
- 石川県
  - 鳳珠郡能登町 - 輪島市

## 車両交通不能区間
- 鳳珠郡能登町北河内上河内 - 四辻ノ峠 - 輪島市深見町一乗（4.217m）

## 接続道路
- 石川県道26号珠洲穴水線（鳳珠郡能登町五十里立岩地：起点）
- 国道249号（輪島市深見町大谷内：終点）

## 峠
- 四辻ノ峠（よつじのとうげ） -  高洲山地を成す鉢伏山（標高543.6m）と瓶ノ森山（標高374.9m）を結ぶ稜線の上に位置する、標高436mの峠。当峠から一乗側に至る間を当夜坂（とうやざか）と呼ばれている。

## トンネル
- 北河内トンネル（806m） - 2005年（平成17年）竣工。北河内ダム建設に伴う付替道路として建設。

## 周辺
- 北河内ダム
- やませみ湖
- 旧柳田村立北河内小学校
- 高洲山
- 航空自衛隊輪島分屯基地（高洲山レーダー基地）
- ねぶた温泉
- 輪島市立鵠巣小学校